# Misje
Misje är en tätort i Øygardens kommun i Vestland fylke i västra Norge. Orten ligger vid fylkesväg 561 på ön med samma namn.
Orten har tidigare tillhört dåvarande Herdla kommun och därefter dåvarande Fjells kommun i Hordaland fylke.